# Nazionale femminile di pallavolo dell'Italia 2012
Seguono le partite della stagione 2012 disputate dalla nazionale di pallavolo femminile dell'Italia.

## Partecipazioni
- World Grand Prix: 10º posto
- Yeltsin Cup (torneo amichevole): 2º posto
- Giochi della XXX Olimpiade: 5º posto